# محوطه گل گل
محوطه گل گل مربوط به دوره ساسانیان است و در شهرستان مهران، بخش ملکشاهی، دهستان گچی، ۶۰۰ متری شمال شرق روستای گل گل واقع شده و این اثر در تاریخ ۲۲ آبان ۱۳۸۶ با شمارهٔ ثبت ۱۹۹۳۶ به‌عنوان یکی از آثار ملی ایران به ثبت رسیده است.